# Фристайл (скейтборд)
Фристайл — один из самых первых стилей катания, придуманный человеком после изобретения скейтборда. В этом стиле трюки делаются только на плоскости.

## История

### 1970-е—1980-е годы
В средине 1970-х годов фристайл был весьма популярен и в нём каталось много людей, хотя большая часть из них каталась и в верте и во фристайле (в то время вполне обычное явление). В основном тогда делали такие трюки как: вращения на задних или передних колесах, стойки на руках (даже manual), shove-it, kickflip (без ollie), fingerflip.
С изобретением Flat Ollie фристайл стал более динамичным и более сложным. Его ollie, kickflip в середине 1980-х годов считался одним из сложнейших трюков.
К концу 1980-х годов интерес к фристайлу начал исчезать, был упадок у всей скейт-индустрии, третий кризис в истории скейтбординга. Появился новый стрит который позаимствовал у фристайла Ollie Flip’ы. Некоторые скейтеры перестали кататься вовсе, другие перешли в стрит.

### 1990-е годы
С 1990—1997 годов в мире фристайла практически ничего не происходило, предложения к массам по-прежнему исходили только от Родни Маллена в его профайлах Plan B и A-Team. Кроме США активность наблюдалась в Швеции, там с 1996 г. лучший шведский райдер Stefan 'Lillis' Akesson начал издавать журнал о фристайле Flatline.

### 2000-е годы
В ноябре 2000 года, когда Билл Робертсон организовал первые крупные соревнования за последние 10 лет в Сан-Франциско. Там была создана Международная Ассоциация Фристайл Скейтбординга (WFSA).

## Особенности стиля
Для фристайла не требуется никаких дополнительных конструкций, как рампа. Тут плоский участок асфальта или другого пригодного для катания покрытия. Для фристайла подойдет любая удобная доска, но все же лучше отдать предпочтение декам покороче (от 27 до 29 дюймов). Это специальные фристайловые или мини-деки (Santa-Cruz Mini). Подвески лучше подобрать такие, чтобы колеса не вылезали из под доски, так будет удобнее стоять в положении rail. Обувь лучше взять с полу-плоским носом.

## Виды фристайл трюков
- Rail tricks
- Flip tricks
- Balance tricks
- Handstand tricks
- Shove-its
- Impossibles
- Ollie tricks
- Plants
- 360’s